# Энциклопедисты (Франция XVIII века)

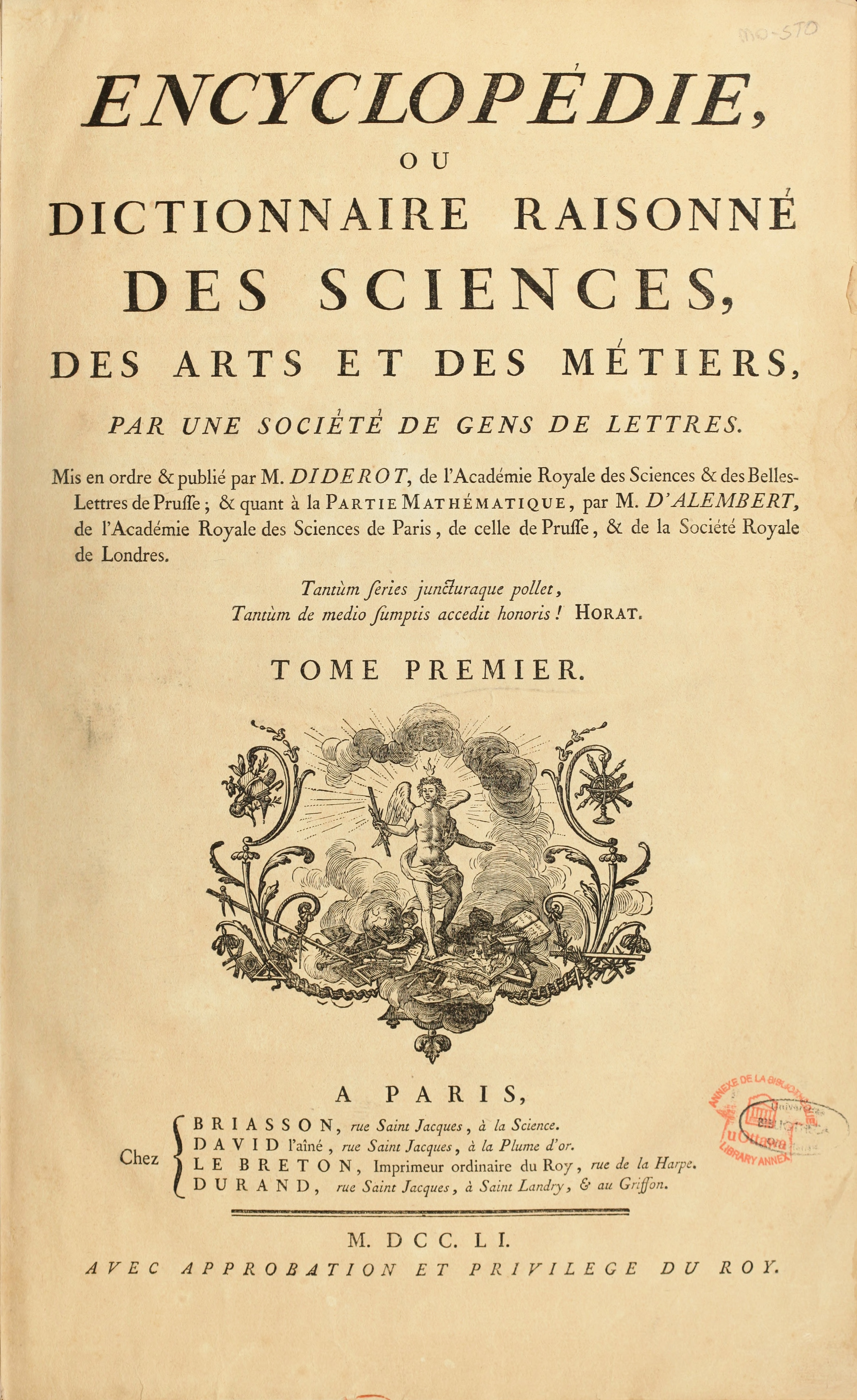
«Энциклопедия, или толковый словарь наук, искусств и ремёсел». Титульный лист первого тома. 1751

Энциклопедисты — группа авторов-составителей универсального справочника («Энциклопедия, или Толковый словарь наук, искусств и ремёсел» — фр. Encyclopédie, ou Dictionnaire raisonné des sciences, des arts et des métiers), созданного во Франции в 1751—1780 годах по инициативе Дени Дидро и математика Жана д'Аламбера. В формировании этого просветительского справочного издания активно участвовали Ж. Бюффон, Вольтер, К. Гельвеций, П. Гольбах, Л. де Жокур, М. Ж. Кондорсе, Г. Рейналь, Ж. Ж. Руссо, Анн Робер Жак Тюрго и многие другие инженеры, учёные и писатели.

## Мировоззрение
Энциклопедисты, при общей концепции издания, в научных, философских и социально-политических взглядах демонстрируют определённую неоднородность: здесь уживаются и материалисты, атеисты и  деисты, убеждённые сторонники республики и просвещённого абсолютизма. Тем не менее, общим для них были следующие задачи: преодоление консервативной идеологии, которая царила во всех проявлениях жизни общества, развивавшегося в феодальных традициях, борьба с повсеместным влиянием клерикализма, в том числе в культуре и в науке. Редакторы и издатели стремились подчинить общую направленность энциклопедии принципам рационального мировоззрения, научного толкования явлений.
Энциклопедисты подвергались критике и преследованиям со стороны церкви и светских властей.

## Влияние
Публикация воззрений такой направленности сыграла провоцирующую роль в идейной подготовке Великой французской революции, став также одним из стимулов к преобразованиям в научном мировоззрении.